# کوکوسیاه
کوکوسیاه‌ها یا جارزن‌ها (نام علمی: Eudynamys) نام یک سرده از تیره کوکویان است.